# Salma Solaun
Salma Solaun Campos (Vitoria, 2 marzo 2005) è una ginnasta spagnola di origine basca.

## Biografia

### Carriera sportiva
Nel 2019 ha partecipato al campionato mondiale juniores di ginnastica ritmica, vincendo la medaglia di bronzo nella specialità del nastro.

## Palmarès

### Mondiali juniores
| Anno | Città | Risultato | Specialità |
| ---- | ----- | --------- | ---------- |
| 2019 | Mosca | Bronzo    | Nastro     |